# Вирощування зубів
Вирощування зубів — перспективна біоінженерна технологія, кінцевою метою якої є створення / відтворення повноцінних нових корінних зубів у людини або тварин.
Застосування на людях можливо не раніше 2020-х — 2030-х років.

## Пересадка зубів людині від ембріонів
У 1980-х і 1990-х роках — проводилися експерименти з пересадки зубних зародків від людських ембріонів. Незважаючи на успіхи, масовою ця технологія не стала.

## Хронологія
- 2002 рік — англійські вчені навчилися вирощувати практично цілі, але слабенькі зуби з окремих клітин[2].
- 2007 рік — японські вчені виростили мишам практично повноцінні нові зуби, але без кореня[3].
- 2009 рік — зі стовбурових клітин були вирощені повноцінні зуби для мишей, причому вдалося виростити навіть зубний корінь, раніше це не вдавалося, але є й проблема, вона полягає в тому, що вирощені зуби виявилися трохи менше «рідних» зубів[4].
- 2012 рік — індійські дослідники знайшли спосіб вилікувати та регенерувати заражений кореневий канал через активацію стовбурових клітин. Це замінює старий спосіб видалення нерва зуба[5].
- 2013 рік — Швейцарські дослідники відновили зубну емаль ранніх порожнин за допомогою біоматеріалу на пептидній основі.[6]
- 2015 рік — вченим вдалося виростити новий молодий зуб на місці старого в порожній альвеолі. Для цього вони створили каркас зуба з натуральних матеріалів і виростили в ньому за допомогою стовбурових клітин і стимулятора росту новий зуб всього за 2 місяці[7][8].
- 2017 рік — у мишей, за допомогою речовини тайдглусіб, яка використовувалась як засіб боротьби з хворобою Альцгеймера та іншими нейродегенеративними захворюваннями, за рахунок інгібування і зв'язування білка GSK3[en] у клітинах пульпи, вдалося стимулювати поділ стовбурових клітин і направити їх розвиток по шляху одонтобластів — клітин, довгі відростки (трубочки) яких формують основу дентину. Досліди пройшли успішно[9], що відкрило шлях до регенерації зубів.
- 2018 рік — штучний процес наслідує природній: рекомбінантний еластиноподібний біополімер ініціює та спрямовує зростання нанокристалів апатиту. Схожим чином все відбувається в людському організмі[10].
- 2019 рік — фахівці помістили на предметний стіл дентин і спостерігали, як відбувається процес руйнування зуба та тестували нові засоби лікування зубів.
- 2020 рік — доктор Джеремі Мао і його колеги з Колумбійського університету (США) запропонували використовувати стовбурові клітини для вирощування зубів. Відсутнє кісткове утворення планується замінювати стовбуровими клітинами. Через це процеси регенерації і відновлення будуть досить швидкими. Щоб виростити нові зуби прямо в роті людини буде потрібно, за їхніми даними, близько 2,5 місяців.[11] Вони зробили каркас з натуральних матеріалів, який за формою був схожий на реальний зуб, і помістили в зуб стимулятор росту. Піддослідній тварині вони імплантували зачаток такого зуба в порожню альвеолу. Пориста структура каркасу дозволила стовбуровим клітинам організму тварини мігрувати в цю конструкцію. В середньому через 9 тижнів у піддослідних тварин виростали зуби, які ідеально приживалися з відновленням періодонтальних зв'язок[12].
- 2021 рік — японські вчені запропонували вирощувати зуби за допомогою моноклональних антитіл. Досліди проводилися на мишах, антитіла до гена USAG-1 можуть стимулювати ріст зубів у мишей. При цьому одного прийому антитіла досить, щоб запустити процес формування цілого зуба.[13]

## Експерименти на тваринах
Китайські дослідники показали, що для створення органів і тканин, в тому числі зубів, можуть бути використані стовбурові клітини, отримані з сечі. Для початку вони перетворили клітини зібрані з сечі в індукованих стовбурових клітинах. Потім з культури цих клітин отримали епітеліальні клітини, з'єднані між собою у вигляді плоского листа. Змішавши ці клітини з ембріональними клітинами мезенхіми миші, вони пересадили їх мишам. Три тижні по тому виросло утворення, котре фізично і структурно нагадує людські зуби і містить пульпу, дентин і клітини, що формують емаль. На думку деяких учених, модифікувавши цей метод, можна буде створювати біоінженерні зачатки зуба по технології In Vitro, а потім трансплантувати їх в щелепу пацієнта, щоб виріс повноцінний зуб.

## Способи
- Зовнішній зуб — зуб, що вирощується окремо та імплантується пацієнту.
- Внутрішній зуб — зуб, що вирощується безпосередньо в порожнині рота пацієнта.

## Прогноз
За прогнозами вчених від вересня 2009, технологія, можливо, буде перенесена на людину через 15 років (тобто близько середини 2020-х років).